# Ryan Hurd
Ryan James Hurd (* 2. November 1986 in Kalamazoo, Michigan) ist ein US-amerikanischer Countrysänger.

## Karriere
Nachdem er nach Nashville gezogen war, schloss er sich 2013 Universal Music Publishing an. Auch bei RMC Nashville und Big Machine Records Nashville ist er unter Vertrag.
Hurd schrieb Lieder für Blake Shelton, Tim McGraw, Jake Owen, Rascal Flatts, Randy Houser, Darius Rucker und Brothers Osborne. Hurd verfasste für Blake Shelton den Song Lonely Tonight, der 2014 den ersten Platz der Billboard Country Airplay Charts erreichte.
Ryan veröffentlichte seine erste EP Panorama im August 2015. Love in a Bar, seine erste Single, die es auf Platz 50 in die Country Airplay Charts schaffte, erschien 2017. Seine erfolgreichste Single To a T erreichte Platz 42 der Country Airplay Charts und Platz 40 der Country Charts.

## Privates
Hurd ist seit dem März 2018 mit der Countrysängerin Maren Morris verheiratet. Am 23. März 2020 kam ihr erstes Kind, ein Sohn, zur Welt.

## Diskografie

### Studioalben
| Jahr | Titel  | Höchstplatzierung, Gesamtwochen, AuszeichnungChartplatzierungen (Jahr, Titel, Platzierungen, Wochen, Auszeichnungen, Anmerkungen) | Höchstplatzierung, Gesamtwochen, AuszeichnungChartplatzierungen (Jahr, Titel, Platzierungen, Wochen, Auszeichnungen, Anmerkungen) | Anmerkungen                            |
| Jahr | Titel  | US | Country | Anmerkungen                            |
| ---- | ------ | --- | --- | -------------------------------------- |
| 2021 | Pelago | US71 (4 Wo.)US | Country11 (30 Wo.)Country | Erstveröffentlichung: 15. Oktober 2021 |

### EPs
- 2015: Panorama
- 2017: Ryan Hurd
- 2019: Platonic
- 2020: EOM EP

### Singles
| Jahr | Titel Album         | Höchstplatzierung, Gesamtwochen, AuszeichnungChartplatzierungen (Jahr, Titel, Album, Platzierungen, Wochen, Auszeichnungen, Anmerkungen) | Höchstplatzierung, Gesamtwochen, AuszeichnungChartplatzierungen (Jahr, Titel, Album, Platzierungen, Wochen, Auszeichnungen, Anmerkungen) | Anmerkungen      |
| Jahr | Titel Album         | US | Country | Anmerkungen      |
| ---- | ------------------- | --- | --- | ---------------- |
| 2018 | To a T Platonic     | US— PlatinUS | Country23 (52 Wo.)Country |                  |
| 2021 | Chasing After You – | US23 ×2Doppelplatin · (30 Wo.)US | Country3 (43 Wo.)Country | mit Maren Morris |

Weitere Singles
- 2016: We Do Us
- 2017: Love in a Bar
- 2020: Every Other Memory (US: Gold)

## Auszeichnungen für Musikverkäufe
| Goldene Schallplatte - Kanada - 2019: für die Single To a T |

Anmerkung: Auszeichnungen in Ländern aus den Charttabellen bzw. Chartboxen sind in ebendiesen zu finden.
| Land/RegionAuszeichnungen für Musikverkäufe (Land/Region, Auszeichnungen, Verkäufe, Quellen) | Gold     | Platin     | Verkäufe  | Quellen         |
| -------------------------------------------------------------------------------------------- | -------- | ---------- | --------- | --------------- |
| Kanada (MC)                                                                                  | Gold1    | —          | 40.000    | musiccanada.com |
| Vereinigte Staaten (RIAA)                                                                    | Gold1    | 3× Platin3 | 3.500.000 | riaa.com        |
| Insgesamt                                                                                    | 2× Gold2 | 3× Platin3 |           |                 |